# 坂田俊博
坂田 俊博（さかた としひろ、1949年11月8日 - ）は、日本の経営者。イズミヤ社長、会長を務めた。福岡県出身。

## 来歴・人物
1973年に武蔵工業大学工学部を卒業し、同年にイズミヤに入社。2003年5月に取締役に就任し、2005年5月に常務、2006年5月に専務を経て、2009年5月には社長に就任。2014年3月に会長に就任し、2015年4月から相談役を務めた。